# Xochitl Gomez
Pour les articles homonymes, voir Gomez.
Xochitl Gomez, née le 29 avril 2006 à Los Angeles (Californie), est une actrice américaine. 

## Biographie
Née et élevée à Los Angeles d'origine mexicaine.
En Décembre 2020, elle est choisie pour incarner America Chavez dans le film Doctor Strange in the Multiverse of Madness (2022) de l'univers cinématographique Marvel. En 2023, elle remporte la saison 32 de Dancing With the Stars avec son partenaire Val Chmerkovskiy.

## Filmographie

### Cinéma

#### Longs métrages
- 2022 : Doctor Strange in the Multiverse of Madness de Sam Raimi : America Chavez

#### Courts métrages
- 2017 : G.I. Jose : Frida
- 2017 : Jack : Becky
- 2018 : The Wetback : Teresa
- 2018 : By River's Edge : Delia
- 2018 : Boob Sweat : Francis
- 2018 : The Letter : Marcela
- 2018 : Mia : Lainey
- 2018 : Silence of Others : Une gosse au terrain de jeux
- 2018 : Cazadora : Violet
- 2019 : Shadow Wolves : Chucky
- 2020 : The Lost Drone : Sara
- 2024 : Hive : Sasha

### Télévision

#### Séries télévisées
- 2018 : Raven : la journaliste de l'école (2 épisodes)
- 2020 : Gentefied : Ana jeune
- 2020 : Les Baby-Sitters : Dawn Schafer (saison 1)

Émissions
- 2023 : Dancing with the Stars (saison 32)